# Ronny Wabia
Ronny Wabia (23 giugno 1970) è un ex calciatore indonesiano, di ruolo attaccante.

## Carriera

### Club
Ha giocato nella prima divisione indonesiana.

### Nazionale
Con la nazionale indonesiana ha partecipato ai Coppa d'Asia 1996.

## Statistiche

### Cronologia presenze e reti in nazionale
| Cronologia completa delle presenze e delle reti in nazionale ― Indonesia | Cronologia completa delle presenze e delle reti in nazionale ― Indonesia | Cronologia completa delle presenze e delle reti in nazionale ― Indonesia | Cronologia completa delle presenze e delle reti in nazionale ― Indonesia | Cronologia completa delle presenze e delle reti in nazionale ― Indonesia | Cronologia completa delle presenze e delle reti in nazionale ― Indonesia | Cronologia completa delle presenze e delle reti in nazionale ― Indonesia | Cronologia completa delle presenze e delle reti in nazionale ― Indonesia |
| Data                                                                     | Città                                                                    | In casa                                                                  | Risultato                                                                | Ospiti                                                                   | Competizione                                                             | Reti                                                                     | Note                                                                     |
| ------------------------------------------------------------------------ | ------------------------------------------------------------------------ | ------------------------------------------------------------------------ | ------------------------------------------------------------------------ | ------------------------------------------------------------------------ | ------------------------------------------------------------------------ | ------------------------------------------------------------------------ | ------------------------------------------------------------------------ |
| 4-12-1996                                                                | Abu Dhabi                                                                | Indonesia                                                                | 2 – 2                                                                    | Kuwait                                                                   | Coppa d'Asia 1996                                                        | 1                                                                        |                                                                          |
| 7-12-1996                                                                | Abu Dhabi                                                                | Corea del Sud                                                            | 4 – 2                                                                    | Indonesia                                                                | Coppa d'Asia 1996                                                        | 1                                                                        |                                                                          |
| 6-4-1997                                                                 | Giacarta                                                                 | Indonesia                                                                | 8 – 0                                                                    | Cambogia                                                                 | Qual. Mondiali 1998                                                      | 2                                                                        |                                                                          |
| Totale                                                                   |                                                                          | Presenze                                                                 | 15                                                                       |                                                                          | Reti                                                                     | 4                                                                        |                                                                          |